# Ficção policial

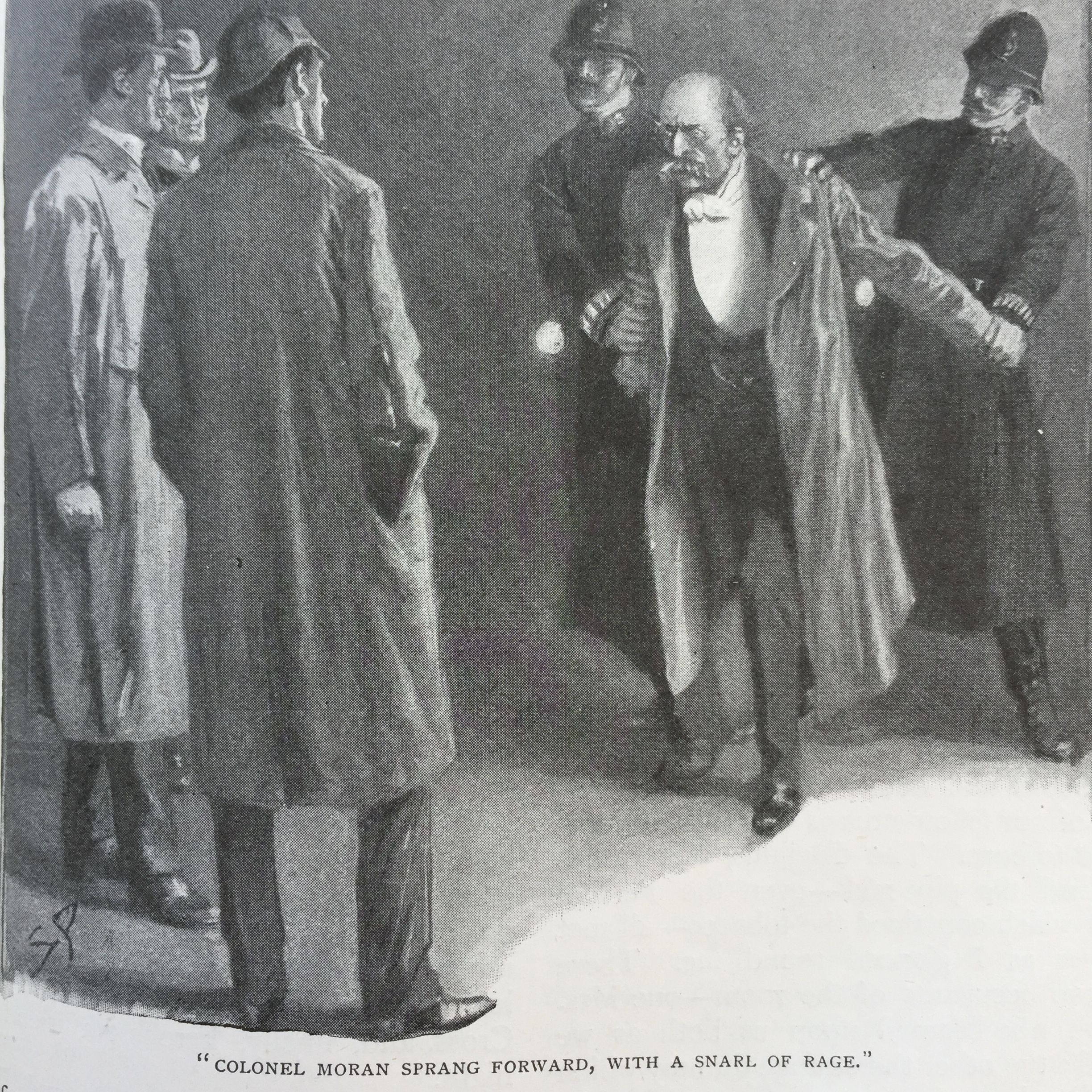
Sherlock Holmes, terceiro a partir da esquerda, herói de ficção policial, supervisiona a prisão de um criminoso; o personagem de Holmes popularizou o gênero de ficção policial.

Ficção policial, ficção de crime, história de detetive, mistério de assassinato, romance de mistério e romance policial são termos usados para descrever narrativas que se concentram em atos criminosos e especialmente na investigação, seja por um detetive amador ou profissional, de um crime, geralmente um assassinato. Geralmente se distingue da ficção convencional e de outros gêneros, como ficção histórica ou ficção científica, mas os limites são indistintos. A ficção policial tem vários subgêneros, incluindo ficção de detetive (como o whodunit), drama de tribunal, ficção hard-boiled e thrillers jurídicos. A maioria dos dramas criminais se concentra na investigação do crime e não apresenta o tribunal. Suspense e mistério são elementos-chave que são quase onipresentes no gênero.